# Voo Indian Airlines 405
Em 24 de agosto de 1984, sete jovens sequestradores exigiram que um jato Airbus A300 da Indian Airlines, em um voo doméstico de Chandigarh para Srinagar com 100 passageiros a bordo, fosse levado para os Estados Unidos. O avião foi levado para Lahore e depois para Karachi e finalmente para Dubai, onde o ministro da Defesa dos Emirados Árabes Unidos negociou a liberação dos passageiros.
O PTI citou que os sequestradores levantaram os slogans de "Viva ao Calistão".
Estava relacionado com a luta separatista no estado indiano de Punjab, onde os separatistas calistãos estavam ativos. Os sequestradores Sikh queriam trazer supostas atrocidades contra a comunidade Sikh sob os holofotes. Eles exigiam um país separado para os Sikhs. O movimento Calistão é um movimento separatista ativo em Punjab e no Reino Unido, onde a comunidade Sikh pede abertamente um país diferente para o povo Sikh (Calistão).